# Lettore di codice a barre

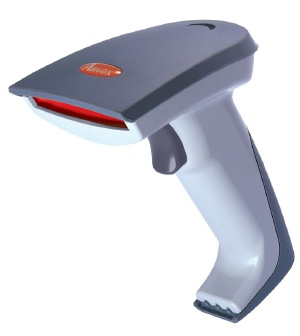
Un lettore di codice a barre

Il lettore di codice a barre è uno strumento atto a leggere codici a barre linearo o bidimensionali.

## Descrizione
La tecnologia prevalente in quanto più affidabile ed economica impiega uno o più raggi laser (nei lettori fissi abbinato ad una o più testine oscillanti e in taluni casi ad un sistema di specchi) al fine di moltiplicare le angolazioni di lettura del codice stampato su un oggetto. Esistono anche dei lettori più economici (di solito quelli portatili) che utilizzano una barra di LED per illuminare i codici a barre e un sensore CCD (Charged Coupled Device). Si ottengono così dispositivi più leggeri e più resistenti che però devono essere portati quasi a contatto con i codici a barre da leggere, a breve distanza e perpendicolarmente o quasi.
Le tecnologie più recenti permettono la lettura del codice a barre tramite l'acquisizione di un'immagine fornita da un sistema video. Questo, tramite l'apposito software, permette di "fotografare" l'oggetto, riconoscere nella fotografia il codice a barre da leggere e successivamente interpretarlo. Questa tecnologia è molto diffusa nella maggior parte dei moderni smartphone per leggere codici a barre 2D indicanti link di siti web ed anche per sistemi di pagamento (spesso utilizzati nei karaoke).
Un lettore di codici barre più essere un tipo portatile, spesso utilizzato nella vendita al dettaglio, integrato in un palmare specialmente utilizzato nei magazzini di stoccaggio e come apparecchiatura industriale per leggere documenti con codice a barre ad alta velocità (50.000/ora).

## Funzionamento

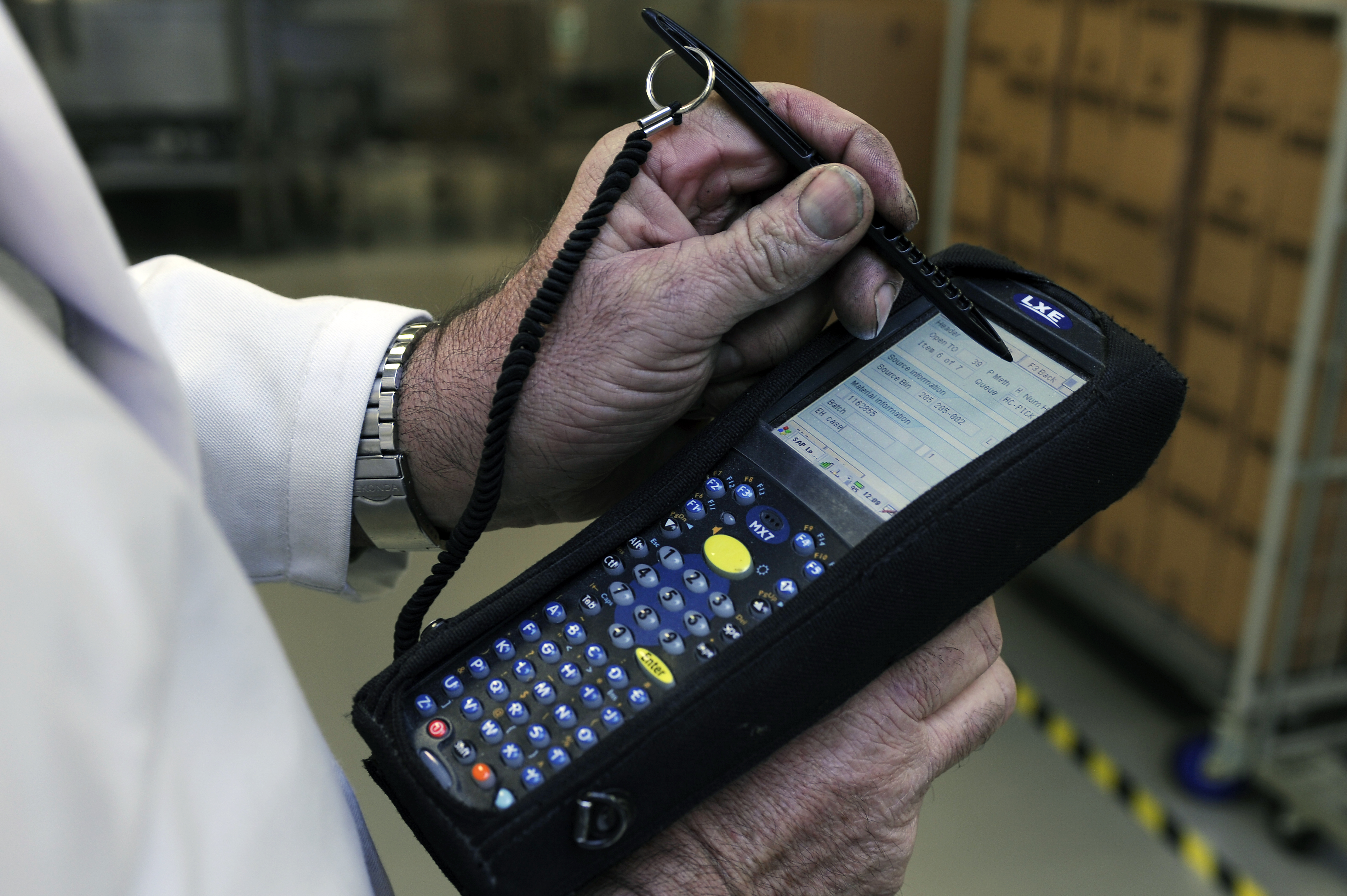
Uno scanner di codici a barre multifunzione utilizzato per monitorare il trasporto di pacchi

Tali lettori rilevano una serie di barre di solito fino a 13 barre, e prendono i dati all´interno e li trasformano in informazioni digitali per i programmi oppure per i sistemi di cassa (come per es. supermercati). I dati raccolti vengono trasmessi via Bluetooth, in maniera diretta, via USB, o via Wireless. Uno scanner Bluetooth può leggere i codici a una distanza di 10 metri.

### Collegamento
Un lettore di codici a barre può essere collegato a diversi dispositivi, dai registratori di cassa ad un normale computer.
I metodi di collegamento possono essere:
- Interfaccia seriale RS-232 insieme a software scritto ad-hoc
- Interfacce e software proprietari
- Emulazione tastiera tramite conettori PS/2 o USB. In questo caso il codice rilevato viene trasmesso al computer come se fosse digitato da una tastiera, consentendo compatibilità con qualsiasi sistema.
- Alcuni moderni lettori utilizzano protocolli wireless come l'IEEE 802.11g (Wi-Fi) o IEEE 802.15.1 (Bluetooth). Questo se da un lato da maggiore praticità, per contro è richiesto il caricamento occasionale delle batterie in esso collocate.

## Utilizzo
Sono molto utilizzati negli esercizi commerciali: ogni cassa è dotata di un lettore fisso che, fatto scivolare sul codice a barre stampato direttamente sul prodotto o sulla sua confezione, determina la descrizione e il prezzo del prodotto stesso in base allo spessore delle barre e allo spazio tra di loro. Sono disponibili altri dispositivi simili, come le penne ottiche, che sono utili in casi in cui sia necessaria una maggiore mobilità.